# Френк Чепот
Френк Чепот (англ. Frank Chapot, 24 лютого 1932 — 20 червня 2016) — американський вершник.
Срібний призер Олімпійських Ігор 1960 (командний конкур), 1972 (командний конкур) років, учасник 1956, 1964, 1968, 1976 років.
Переможець Панамериканських ігор 1959 (командний конкур), 1963 (командний конкур) років, срібний призер 1959 (індивідуальний конкур), 1967 (командний конкур) років.